# Cassine parvifolia
Cassine parvifolia är en benvedsväxtart som beskrevs av Otto Wilhelm Sonder. Cassine parvifolia ingår i släktet Cassine och familjen Celastraceae. Inga underarter finns listade.